# Henri Rieunier

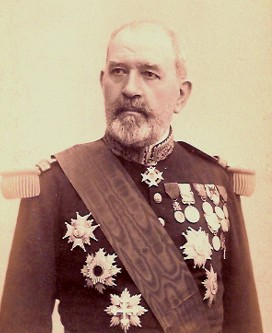
Konteradmiral Henri Rieunier

Adrien Barthélemy Louis Henri Rieunier (* 6. März 1833 in Castelsarrasin, Département Tarn-et-Garonne; † 10. Juli 1918 in Albi, Département Tarn) war ein französischer Seeoffizier, Vizeadmiral (Vice-amiral) und Politiker, der unter anderem 1893 Marineminister sowie zwischen 1898 und 1902 Mitglied der Abgeordnetenkammer war.

## Leben

### Ausbildung zum Seeoffizier, Krimkrieg, Zweiter Opiumkrieg und Cochinchina-Kampagne
Adrien Barthélemy Louis Henri Rieunier, der nach seiner Taufe den Rufnamen Henri trug, war der Sohn des Professors am Lycée Lapérouse in Albi und Gymnasialrektors von Castelsarrasin François Étienne Rieunier (1794–1867). Er selbst begann nach dem Besuch des Lycée de Toulouse als Angehöriger der Promotion 1851 als Élève-officier seine Ausbildung zum Seeoffizier an der Marineschule (École navale), die er am 1. August 1853 auf dem Schulschiff Borda abschloss. Daraufhin wurde er an Bord des mit 80 Kanonen ausgestatteten Linienschiffs Charlemagne, im Oktober 1854 an Bord der Ville-de-Paris, im Januar 1855 an Bord der Montebelle sowie im November 1855 zur Labrador versetzt. Während dieser Zeit nahm er während des Krimkrieges am Bombardement von Odessa, der Schlacht an der Alma (20. September 1854), der Belagerung von Sewastopol (17. Oktober 1854 bis 9. September 1855) sowie der Schlacht von Kinburn (Oktober 1855) teil. Im Dezember 1856 wurde er zur Némésis versetzt, die zur Division im Chinesischen Meer gehörte. Im Anschluss wurde er am 7. März 1857 zum Leutnant zur See (Enseigne de vaisseau) befördert und im August 1857 auf die Aviso Marceau versetzt, mit der er sich während des Zweiten Opiumkrieges an der Schlacht um Kanton (28. bis 31. Dezember 1857) beteiligte. Im Anschluss wurde er Offizier auf dem Kanonenboot Mitraille und nahm dort während der Cochinchina-Kampagne an den Angriffen am Peï-ho teil, die zur Eroberung der Taku-Forts führten. Er war ferner Teilnehmer bei der Eroberung von Tourane im August 1858 sowie von Saigon im Februar 1859.
Im Mai 1860 wurde Rieunier Kommandant des Avisodampfschiffs Shamrock, mit der er im Februar 1861 an der Schlacht von Kỳ Hòa sowie in der Folge an der Eroberung von Mỹ Tho und von Vĩnh Long teilnahm. Nach seiner Beförderung zum Kapitänleutnant (Lieutenant de Vaisseau) am 4. März 1861 unterstützte er mit seinem Schiff die Kämpfe bei Gò Công und spielte eine entscheidende Rolle im Kampf, da er Annamesisch sprach. Er kehrte im Juli 1863 nach Frankreich zurück und begleitete die diplomatischen Vertreter von Annam. Für seine Verdienste wurde ihn am 31. Dezember 1863 das Offizierskreuz der Ehrenlegion verliehen.

### Seeoffizier in der Antillen-Division und Deutsch-Französischer Krieg
Im Juni 1865 wurde Henri Rieunier auf die zur Antillen-Division (Division des Antilles) gehörende Thémis versetzt und im Juni 1867 Erster Offizier dieses Schiffes. In dieser Zeit unternahm er Fahrten nach Neufundland, Kanada und die USA. Nach seiner Rückkehr wurde er 1868 Kommandant des Aviso Argus sowie zugleich Kommandant der für die Westküste Frankreichs zuständige Lotsendienstschule (École de pilotage) in La Rochelle. Zu Beginn des Deutsch-Französischen Krieg (19. Juli 1870 bis 10. Mai 1871) wurde er am 22. Juli 1870 zum Fregattenkapitän (Capitaine de Frégate) befördert und zum Adjutanten von Admiral Louis Pierre Alexis Pothuau ernannt, der während der Belagerung von Paris (19. September 1870 bis 28. Januar 1871) Kommandant der Festungen von Süd-Paris war. Während der Kämpfe um Bry-sur-Marne wurde er am 30. November 1870 verwundet. Nach Kriegsende erhielt er am 4. Juni 1871 seine Beförderung zum Kapitän zur See (Capitaine de Vaisseau) und wurde zugleich Kommodore der Seine-Flottille, mit der er zwischen Mai und Juni 1871 an den Kämpfen der Pariser Kommune teilnahm. Während dieser Zeit wurde er am 24. Mai 1871 während der Kämpfe an der Pont d’Austerlitz erneut verwundet. Im Anschluss war er zwischen Juni 1871 und Juli 1875 Chef des Stabes des Marinestützpunktes Cherbourg sowie im Anschluss von 1875 bis 1878 Kommandant des Kreuzers La Clocheterie, die zur Division im Chinesischen und Japanischen Meer (Division des mers de Chine et du Japon) gehörte.
Nach seiner Rückkehr nach Paris wurde Kapitän zur Rieunier Mitglied des Entwicklungsrates (Conseil de perfectionnement) der Schule für orientalische Sprachen (École des langues orientales). Am 19. Februar 1880 übernahm er den Posten als Kommandant der mit zehn Kanonen bestückten Panzerkorvette Jeanne d’Arc, die zur Marinedivision Levante (Division navale du Levant) unter dem Oberkommandierenden, Flottillenadmiral Léopold de Pritzbuer. Er erhielt für seine Verdienste am 5. Juli 1881 die Würde als Kommandeur der Ehrenlegion.

### Aufstieg zum Konteradmiral, Oberkommandierender der Marine im Fernen Osten und im Mittelmeer

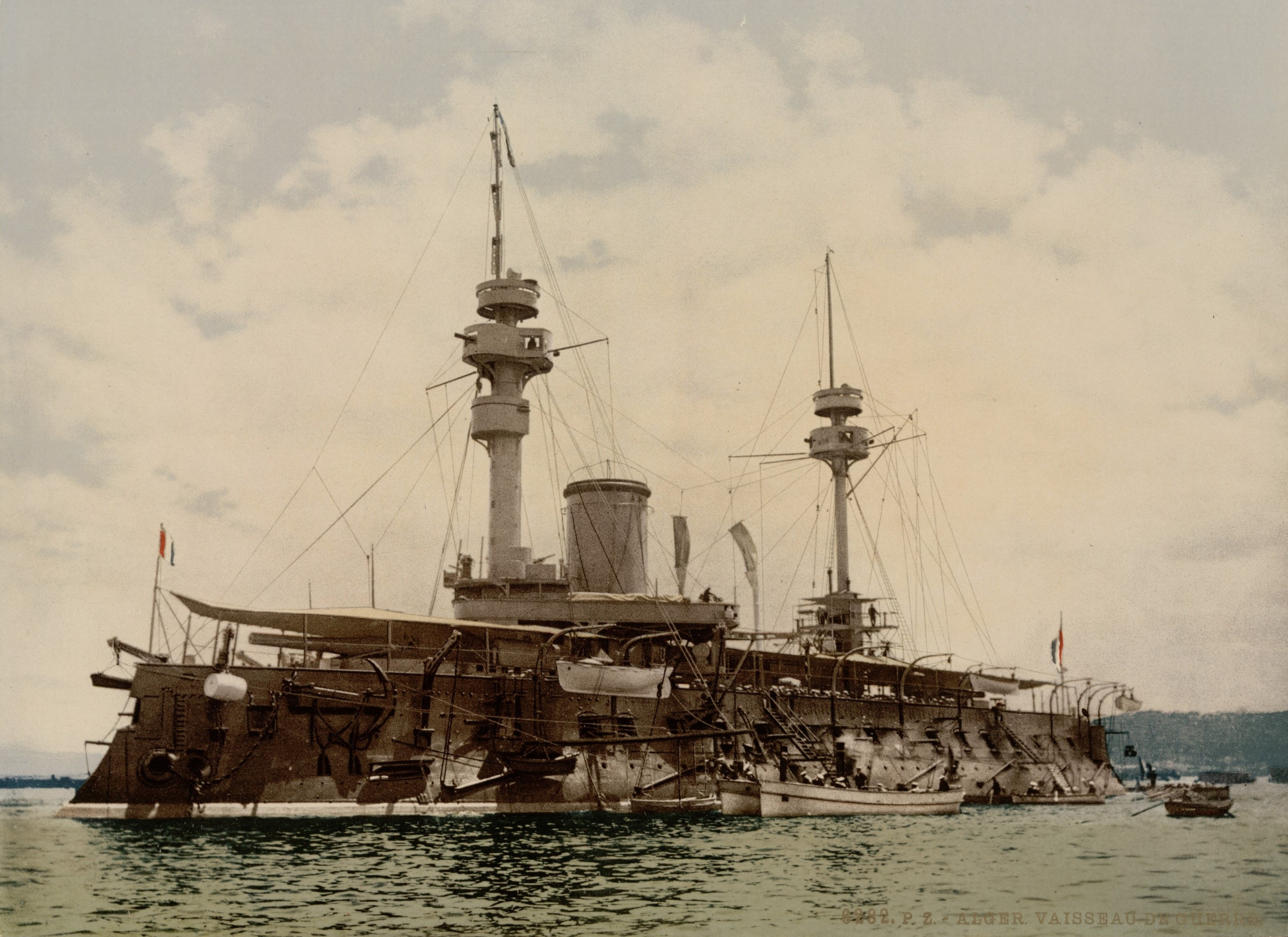
Das Schlachtschiff Formidable war das Flaggschiff von Konteradmiral Rieunier, als dieser von 1891 bis 1893 Oberkommandierender des Geschwaders für das Westliche Mittelmeer und die Levante war.

Am 31. März 1882 erhielt Henri Rieunier seine Beförderung zum Konteradmiral (Contre-amiral) und wurde daraufhin im Mai 1882 zum Chef des Stabes des 2. Marinebezirks (2ème arrondissement maritime) auf der Marinebasis Brest ernannt. Im März 1883 wurde er Mitglied des Conseil des travaux de la Marine, eine Abteilung des französischen Marineministeriums, die für die Untersuchung von Bauprojekten für Schiffe oder Infrastruktur der französischen Marine zuständig war. Danach übernahm er im Dezember 1884 mit dem Panzerschiff Turenne als Flaggschiff den Posten als stellvertretender Kommandeur der Marinedivision Ferner Osten unter dem Oberkommandierenden Konteradmiral Amédée-Anatole Courbet. Er nahm an der Tonkin-Kampagne (Juni 1883 bis April 1886) sowie am Chinesisch-Französischen Krieg (August 1884 bis April 1885) teil. Am 1. Dezember 1885 übernahm er als Nachfolger von Flottillenadmiral Sébastien Lespès selbst den Posten als Oberkommandierender der Fernost-Division (Division navale d’Extrême-Orient). Im August 1888 wurde er Mitglied der Studienkommission für den Küstenschutz (Commission d’études de la défense du littoral).
Im Anschluss wurde Rieunier am 5. Mai 1889 zum Vizeadmiral (Vice-amiral) befördert und übernahm im Juni 1889 als Nachfolger von Konteradmiral Léopold de Pritzbuer den Posten als Marinepräfekt des 4. Marinebezirks (Préfet maritime du 4ème arrondissement) in Rochefort und bekleidete diesen bis Juni 1890, woraufhin Konteradmiral Jules Ribell ihn ablöste. Er wurde zudem Mitglied des Obersten Marinerates (Conseil supérieur de la Marine). Er war im Anschluss von Juni 1890 bis Juni 1891 Marinepräfekt des 5. Marinebezirks (Préfet maritime du 5ème arrondissement) im Militärhafen Toulon und wurde daraufhin im Oktober 1891 Oberkommandierender des Geschwaders für das Westliche Mittelmeer und die Levante (Escadre de la Méditerranée occidentale et du Levant) mit dem Schlachtschiff Formidable als Flaggschiff. Er verblieb auf diesem Posten bis Januar 1893 und wurde im Dezember 1891 auch Großoffizier der Ehrenlegion.

### Marineminister und Mitglied der Abgeordnetenkammer

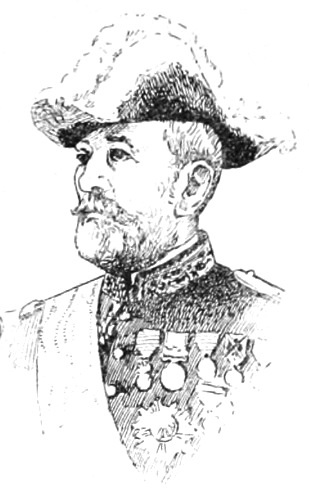
Admiral Henri Rieunier („La Nouvelle Chambre“, in Le Monde moderne, Dezember 1898).

Im Anschluss wurde Henri Rieunier am 12. Januar 1893 als Marineminister (Ministre de la Marine) in das zweite Kabinett Ribot berufen und bekleidete dieses Amt bis zum 4. April 1893. Das Amt des Marineministers übernahm er abermals zwischen dem 4. April und dem 3. Dezember 1893 im darauf folgenden ersten Kabinett Dupuy. Als solcher war er auch Präsident des Obersten Marinerates (Conseil Supérieur de la Marine). Im Anschluss wurde er Präsident des Komitees der Generalinspektoren der Marine (Comité des Inspecteurs Généraux de la Marine) und bekleidete dieses Amt bis zu seinem Ausscheiden im März 1898. Ihm wurde am 28. Dezember 1894 die Militärmedaille sowie im Juli 1897 auch das Großkreuz der Ehrenlegion verliehen.
Am 8. Mai 1898 wurde Rieunier für die Action libérale Mitglied der Abgeordnetenkammer (Chambre des députés) und gehörte dieser als Vertreter für das Département Charente-Inférieure bis zum 31. Mai 1902 an. 1898 setzte er sich im ersten mit 8.750 Stimmen gegen 6.459 Stimmen für Ernest Braud, den bisherigen republikanischer Abgeordneten, durch. 1902 kandidierte er in Lannion in der Bretagne und erhielt nur 4.614 Stimmen gegen 10.378 für den bisherigen Abgeordneten, Paul Le Troadec, Bürgermeister von Lézardrieux.
Die jüngste Tochter von Admiral Henri Rieunier, Madeleine Rieunier (1879–1956) war die Ehefrau von Oberst Charles-Émile Bertin (1871–1959). Sie vermachte ihrem Großneffen, dem Marinehistoriker Hervé Bernard (* 1941), zwei Jahre vor ihrem Tode die umfassende Briefmarkensammlung von Admiral Rieunier. Bernard verfasste zahlreiche marinehistorische Bücher, darunter eine 2005 erschienene Biografie seines Urgroßvaters mit dem Titel Amiral Henri Rieunier, ministre de la Marine. La vie extraordinaire d’un grand marin (1833–1918).

## Ehrungen
- Kommandeur, Großoffizier und Großkreuz der Ehrenlegion
- Britische Krim-Medaille
- Großkreuz vom Orden der Heiligen Mauritius und Lazarus
- Guadalupe-Orden
- Großkreuz des Schwertordens
- Großkreuz des Kaiserlich-Königlichen Ordens vom Weißen Adler
- Großoffizier des Königlichen Ordens von Kambodscha
- Großoffizier des Nischan el Iftikhar
- Großoffizier des Ordens des Drachen von Annam
- Mehrfarbiger Orden der Aufgehenden Sonne am Band
- Großkommandeur des Erlöser-Ordens
- Ferdinandsorden Erster Klasse
- Ritter des Orden de Isabel la Católica